# Автесион
Автесион (др.-греч. Αὐτεσίων) — в древнегреческой мифологи царь Фив. Сын Тисамена, правнук Полиника. Отец Аргии, жены Аристодема; и Феры, регента Спарты. Эринии Лаия и Эдипа обратили на него свой гнев, и он по оракулу бога должен был переселиться к дорянам.